# Куреты
Куре́ты (др.-греч. κουρῆτες): в греческой мифологии название спутников Реи, а также название исторического племени. В микенских текстах есть некое божество ke-re-ta-o. Первоначально куреты имели, по-видимому, самостоятельное значение как демоны растительных сил земли.

## Куреты в мифологии
В разных версиях их могут называть детьми Зевса и Геры, либо Аполлона и нимфы Данаиды, либо родившимися из слёз Зевса, либо рождёнными Реей. Согласно неизвестному лирику, «куретов и корибантов Гелиос возрастил первыми из деревьев». По Диодору, девять куретов были либо земнородными (рождёнными Геей), либо потомками Идейских дактилей. Они изобрели мечи, шлемы и пляски с оружием.
Куреты — мифические спутники Реи, сопровождавшие богиню, когда она искала место, чтобы тайно от Кроноса родить Зевса. Согласно легенде, куреты подняли невообразимый шум, дабы заглушить им крики новорождённого бога и тем самым спасти его от неминуемой гибели в чреве своего отца. В полном вооружении они охраняли Зевса-младенца на Крите, ударяя копьями о щиты. Зевс сам плясал. По словам Страбона, они представляли мифическую историю о рождении Зевса, что-то вроде сатиров у Зевса.
Согласно историку Истру, они приносили детей в жертву Кроносу. По Орфею, их три. Согласно орфическим поэмам, их предводительницей была Афина, которая увенчала их оливковой ветвью. Неоплатоники давали подробное описание чинов куретов.
Именуются «владельцами доспехов Арея». Состязались в беге в Олимпии.
Существует несколько рассказов о гибели куретов. По одному из них, Кронос превращает их во львов, а Зевс делает царями зверей. По другому сказанию, четыре курета (Лаий, Келей, Кербер и Эголий) осмелились войти в пещеру Зевса в медных доспехах, чтобы набрать мед священных пчел. Они увидели пелёнки Зевса, и доспехи раскололись на их телах, и Зевс превратил их в птиц: певчего дрозда, зелёного дятла, кербера и сипуху, являющихся благоприятными предзнаменованиями (история изображена на амфоре из Вульчи 6 в. до н. э.). Либо Зевс перебил куретов, когда те по просьбе Геры спрятали Эпафа. Мегарон куретов был в Мессене.
Согласно рассказу Диодора, пять куретов — потомки первых куретов — прибыли на Херсонес Карийский, изгнали карийцев и обосновались в стране, разделив её на пять частей, причем каждый из куретов основал город.
Им посвящены XXXI и XXXVIII орфические гимны.

## Племя куретов
- Племя божественного происхождения в Акарнании[20] и Этолии, упоминания о них есть и у Гомера[21][22].

## Куреты в религии
- Жрецы Реи. После слияния культа Кибелы с культом Реи куретов стали отождествлять с корибантами. Куретами называются гадатели на Крите, давшие ответ Миносу[23].